# Diana Johnson
Pour les articles homonymes, voir Johnson.
Diana Ruth Johnson, née le 25 juillet 1966 à Northwich, est une femme politique britannique du Parti travailliste, députée pour Kingston upon Hull North  depuis les Élections générales britanniques de 2005.
Elle est sous-secrétaire d'État parlementaire chargée des écoles au sein du département de l'enfance, des écoles et de la famille jusqu'à la démission de Gordon Brown comme Premier ministre, ainsi que whip adjoint du gouvernement.
Elle retourne au gouvernement, en étant nommée ministre d’État à la lutte contre le crime, à la Police à la lutte contre les incendies, au Ministère de l'Intérieur dans le gouvernement Starmer, le 8 juillet 2024.

## Jeunesse
Elle est née à Northwich, Cheshire. Après son retour du service militaire dans la marine, son père, Eric Johnson, fonde une société d'électricité à Little Leigh, près de Northwich, dans le Cheshire. Diana Ruth Johnson fait ses études au lycée pour filles du comté de Northwich (plus tard le lycée du comté de Leftwich). Elle étudie au Collège Sir John Deane de 1982 à 1982. Elle obtient bachelor en droit de l'Université Brunel. Elle est avocat depuis 1991 et est conseiller dans le quartier londonien de Tower Hamlets de 1994 à 2002, en qualité de présidente des services sociaux. De 1999 à 2005, elle est avocate au barreau du Paddington Law Center.

## Carrière parlementaire

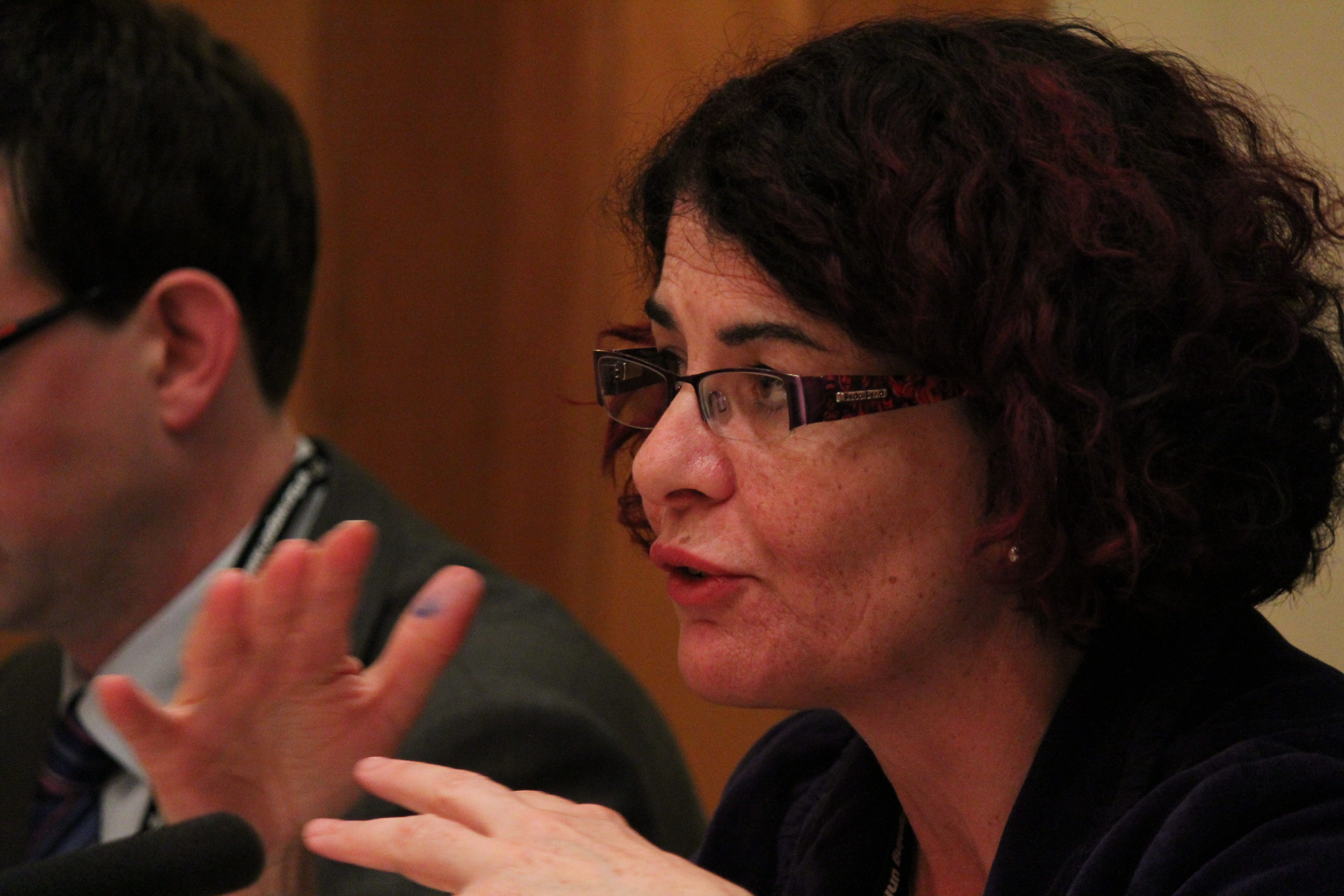
La ministre fantôme de l'Intérieur, Diana Johnson MP

Elle se présente sans succès à Brentwood et Ongar aux élections générales de 2001.
Elle devient membre de l'Assemblée de Londres le 1er mars 2003 après la démission de Trevor Phillips, qui devient président de la Commission pour l'égalité raciale. Elle ne se représente pas en 2004. Lors des élections générales de mai 2005, elle est élue députée travailliste de la circonscription de Kingston upon Hull North, succédant au député sortant Kevin McNamara. Elle est la première femme députée de Hull.
En novembre 2005, elle est nommée Secrétaire parlementaire privé du ministre d’État chargé de la réforme des pensions, Stephen Timms. En 2007, elle quitte ce poste pour devenir assistante whip du gouvernement. Lors du remaniement de juin 2009, elle devient aussi sous-secrétaire d'État parlementaire aux Écoles.
Lors des élections générales de 2010, Johnson recueille 39,2 % des suffrages et est réélue dans la circonscription électorale de Hull North, avec majorité réduite à 641 voix.
Elle est nommée en septembre 2015 par Jeremy Corbyn, peu de temps après sa nomination à la direction du parti travailliste, comme shadow ministre dans l'équipe des affaires étrangères et du Commonwealth . Fin juin 2016, avec des dizaines de ses collègues, elle démissionne de son poste de ministre suppléant, dénonçant le leadership de Jeremy Corbyn à la suite du vote de « sortie » du référendum sur l'appartenance du Royaume-Uni à l'Union européenne.
Diana Johnson est coprésidente de l’APPG sur l’hémophilie et le sang contaminé. Elle a fait campagne depuis un certain temps sur le scandale du sang contaminé et, en novembre 2018, a reçu le prix «Backbencher de l’année» de la Political Studies Association en reconnaissance de ses efforts.
En 2021, Diana Johnson reçoit l'approbation de la Chambre des Communes pour que son projet de loi sur l'avortement passe en deuxième lecture, par 172-142 voix. Ce projet de loi controversé vise à introduire l'avortement sur demande, pour n'importe quelle raison (y compris la sélection du sexe), jusqu'à 7 mois de grossesse.
Elle retourne au gouvernement, en étant nommée ministre d’État à la lutte contre le crime, à la Police à la lutte contre les incendies, au Ministère de l'Intérieur dans le gouvernement Starmer, le 8 juillet 2024.